# Bảo tàng Hàng không Kbely
Bảo tàng Hàng không Kbely (Letecké Muzeum Kbely) là bảo tàng hàng không lớn nhất ở Cộng hòa Séc. Bảo tàng này cũng là một trong những bảo tàng hàng không lớn nhất ở Châu Âu. Bảo tàng nằm ở phía đông bắc của thành phố Praha, tại sân bay quân sự Kbely.

## Lịch sử
Vào giữa những năm 1960, Bảo tàng Quân sự Praha đã bắt đầu chương trình khôi phục, phục hồi và bảo quản các máy bay đã được sử dụng trong lịch sử từ khắp nơi trên đất nước, mục đích là để trưng bày tại Kbely. Ban đầu, người ta sử dụng một nhà chứa máy bay làm nơi trưng bày công khai cho khoảng năm mươi chiếc máy bay. Bộ sưu tập máy bay tiếp tục được bổ sung và mở rộng. Do đó, người ta sử dụng thêm một nhà chứa máy bay kiểu Wagner nguyên bản- nhà chứa này rộng hơn, đủ chỗ để trưng bày bộ sưu tập máy bay ngày càng lớn. Hiện nhà chứa máy bay kiểu Wagner này vẫn trưng bày những loại máy bay từ những ngày đầu xây dựng bảo tàng. Người ta cũng sử dụng thêm một nhà chứa máy bay khác kiểu Picha. Tổng số lượng nhà chứa máy bay hiện tại của bảo tàng lên tới bốn.

## Bộ sưu tập
Bộ sưu tập tại bảo tàng Kbely hiện bao gồm 275 chiếc máy bay, trong đó có khoảng 110 chiếc được trưng bày công khai quanh năm. Bảo tàng có nhiều máy bay do Séc thiết kế và chế tạo, có niên đại từ Chiến tranh thế giới thứ nhất, Chiến tranh thế giới thứ hai đến tận những năm 1960. Cùng với đó là một bộ sưu tập máy bay phản lực siêu thanh.
Một số loại máy bay độc đáo đang được trưng bày, như là chiếc Avia BH-11 C L-BONK được sản xuất đầu những năm 1920. Đại diện cho giai đoạn trước Thế chiến thứ hai là những chiếc máy bay như Avia B-534. Các mẫu máy bay từ thời Thế chiến II bao gồm chiếc Ilyushin Il-2 Shturmovik do Liên Xô chế tạo, chiếc Avia S-92 (phiên bản của chiếc Messerschmitt Me-262A Schwalbe được sơn màu màu đặc trưng của Séc), chiếc Avia CS-92 (phiên bản Messerschmitt Me-262B Schwalbe - máy bay ngụy trang đặc trưng của Đức), chiếc Lavochkin La-7, chiếc máy bay tiêm kích  Supermarine Spitfire LF. IX do một phi đội của lực lượng Không quân Hoàng gia Séc chuyển giao cho Bảo tàng Kỹ thuật Quốc gia ở Praha vào năm 2008. Đại diện cho giai đoạn sau Thế chiến II là các máy bay như chiếc  Avia S-199, chiếc Avia CS-199 hai chỗ ngồi và chiếc  Aero C3A (Siebel Si-204).
Ngoài việc trưng bày nhiều máy bay quân sự và máy bay trực thăng, người ta còn cho trưng bày vài chiếc máy bay do Liên Xô thiết kế, một số trong những chiếc máy bay này được chế tạo theo cấp phép ở Tiệp Khắc. Các máy bay dân dụng loại lớn được trưng bày bao gồm chiếc Avia 14M (Ilyushin Il-14), một chiếc Avia 14T, một chiếc CSA Ilyushin Il-18 và một chiếc CSA Tupolev Tu-104. Các máy bay hạng nhẹ được trưng bày bao gồm  một chiếc  Praga E-114 Air Baby sản xuất năm 1936, một chiếc Mraz Sokol, một chiếc Aero 45, một chiếc Orlican L-40 Meta Sokol và một chiếc Zlin 22 Junak. Các máy bay trực thăng được trưng bày bao gồm một chiếc HC-2 Heli-Baby do VZLU thiết kế (Výzkumný a zkušební letecký ústav).

Sau ngày 1 tháng 1 năm 1993, khi Tiệp Khắc bị chia cắt, một số máy bay đã được chuyển từ bộ sưu tập sang Cộng hòa Slovak, đưa vào trưng bày tại bảo tàng hàng không của quốc gia đó. Ngoài ra, trong những năm gần đây, bảo tàng đã trao đổi một số máy bay do Séc và Liên Xô thiết kế để lấy máy bay từ Mỹ, Anh, Thụy Điển, Thụy Sĩ và các nước khác.

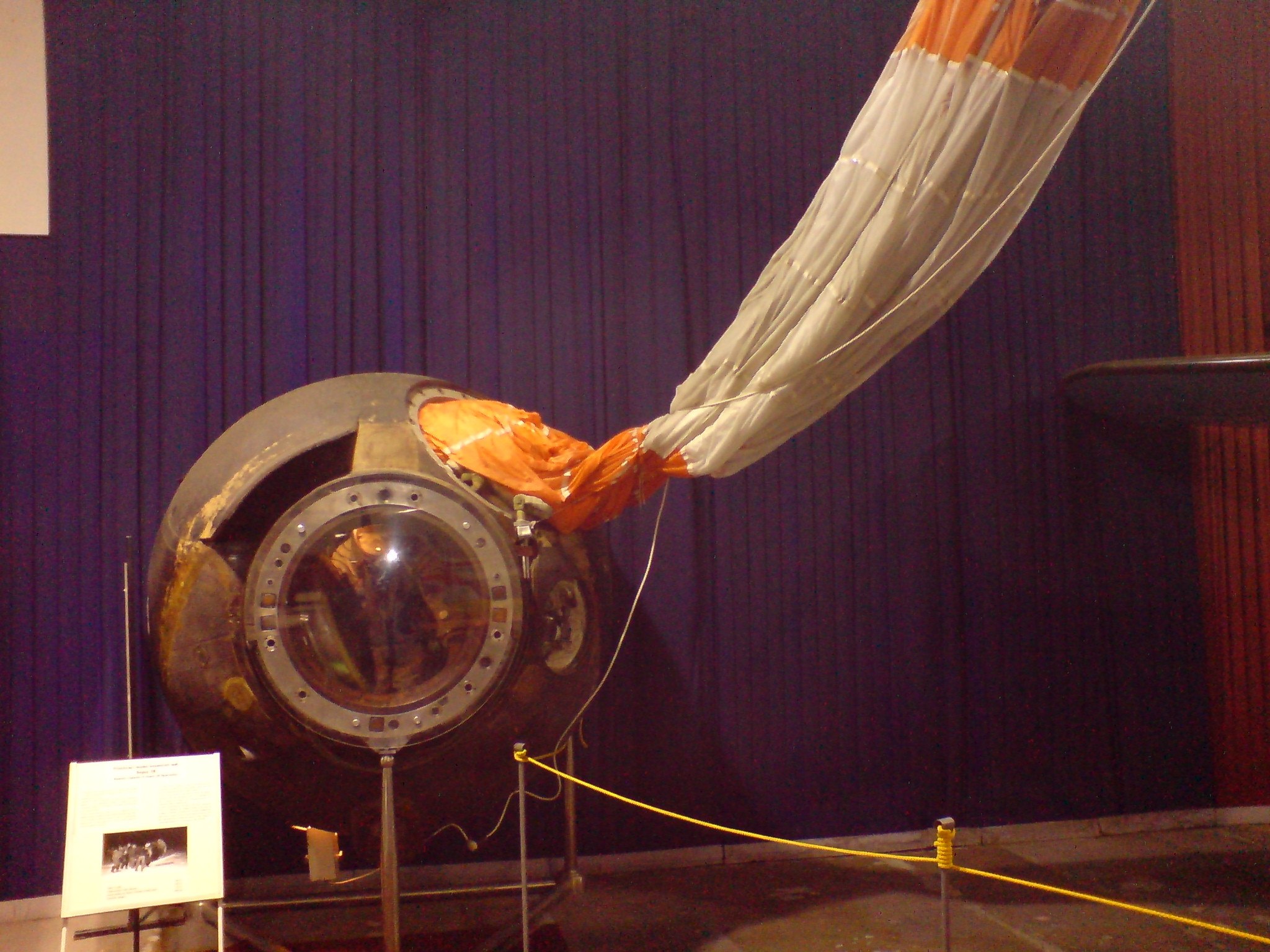
Soyuz 28
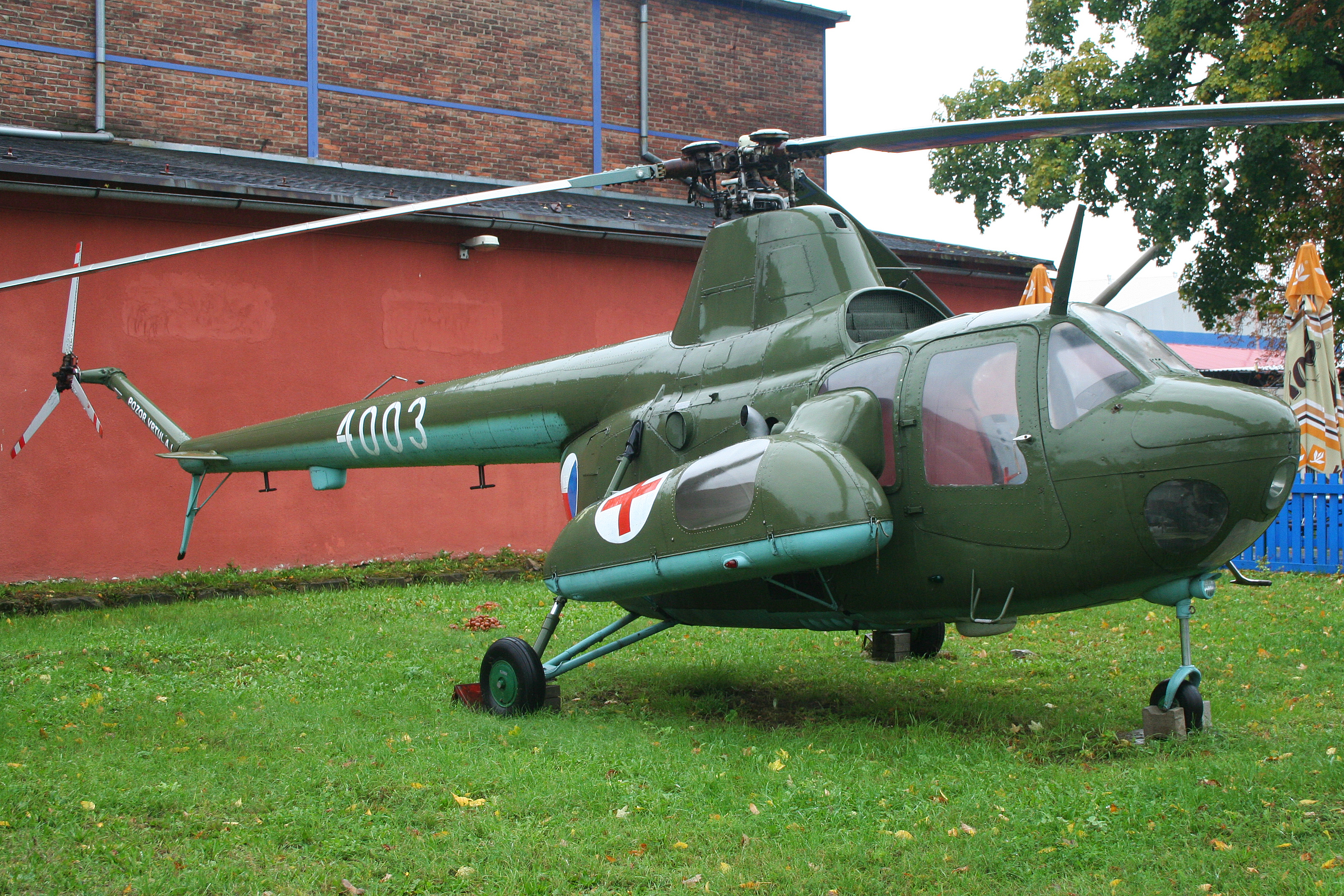
Mil Mi-1
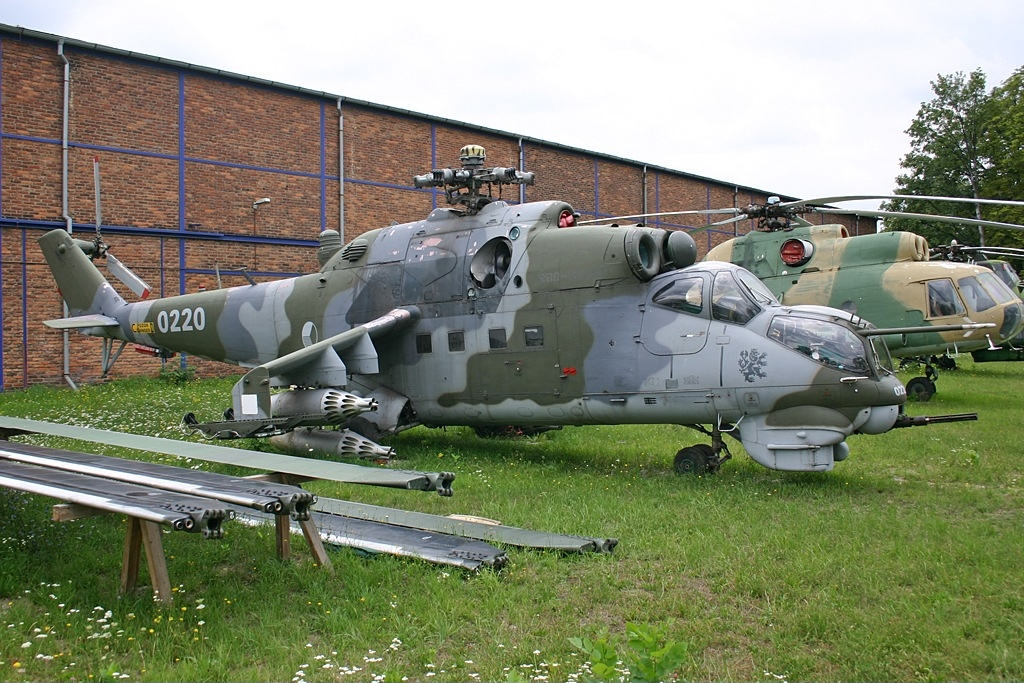
Mil Mi-24
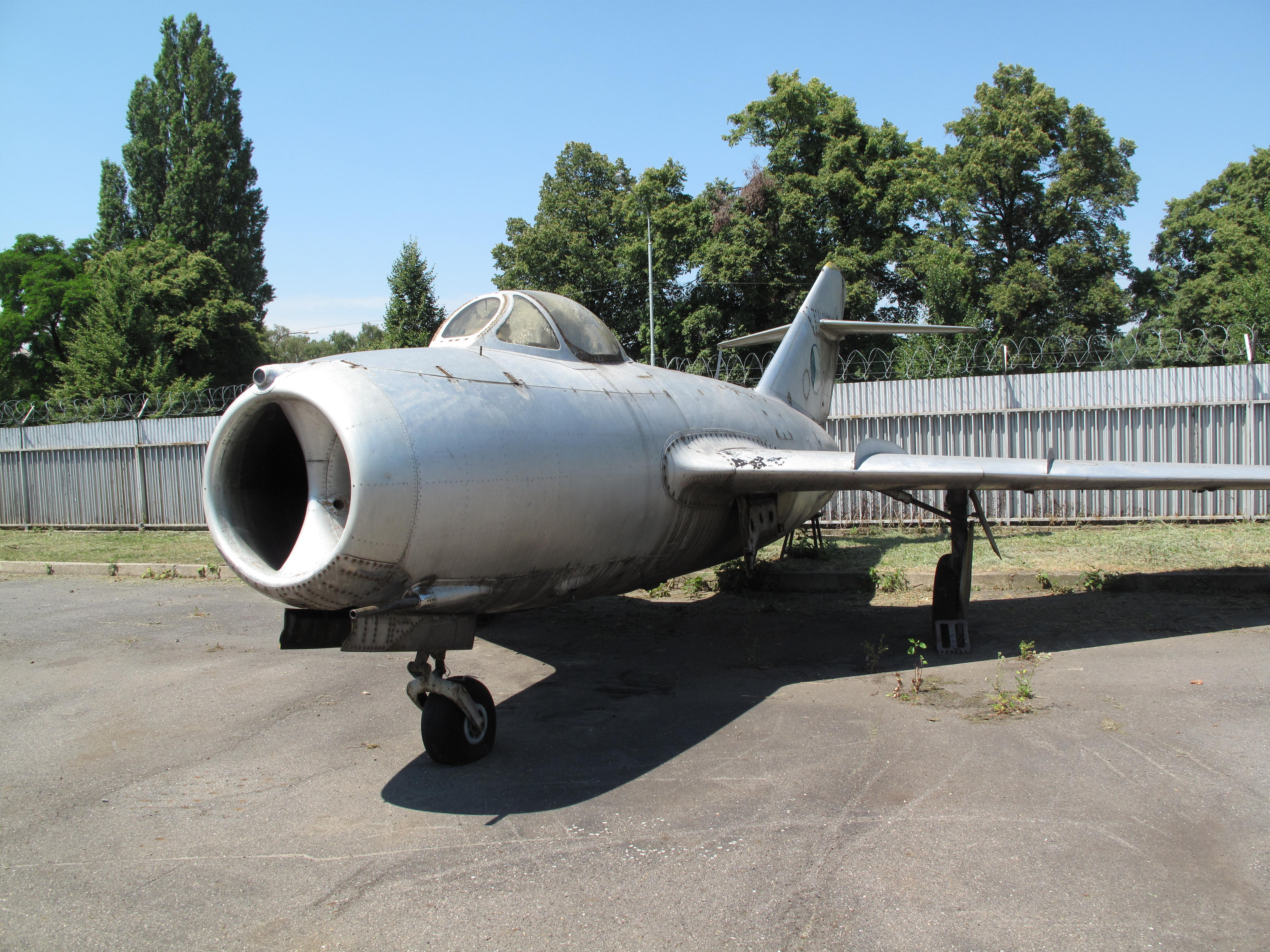
Mig-15
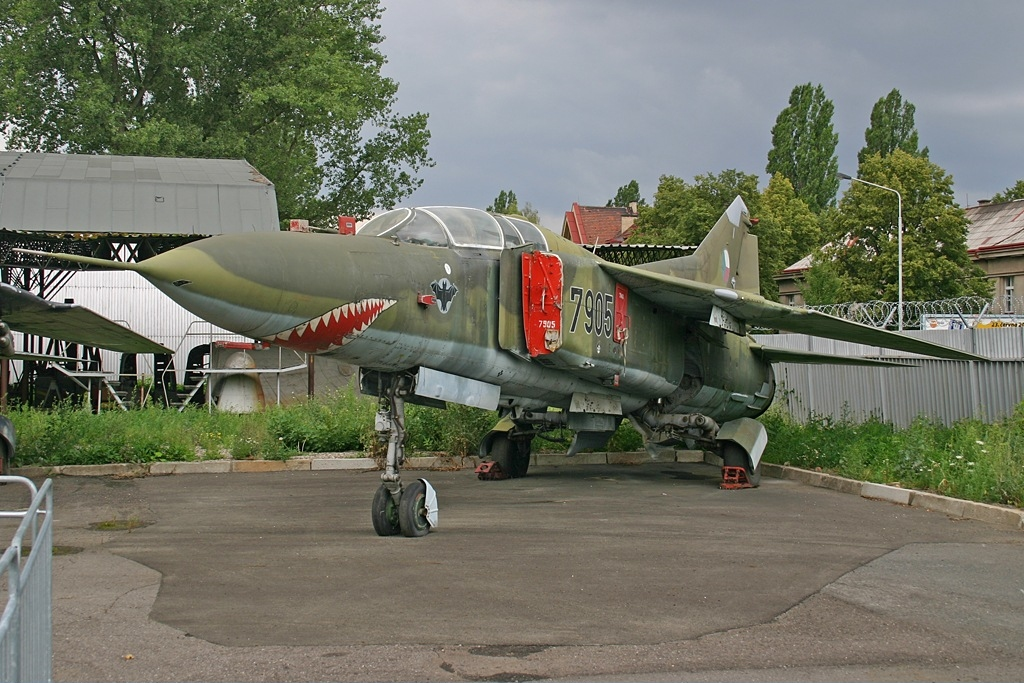
Mig-23
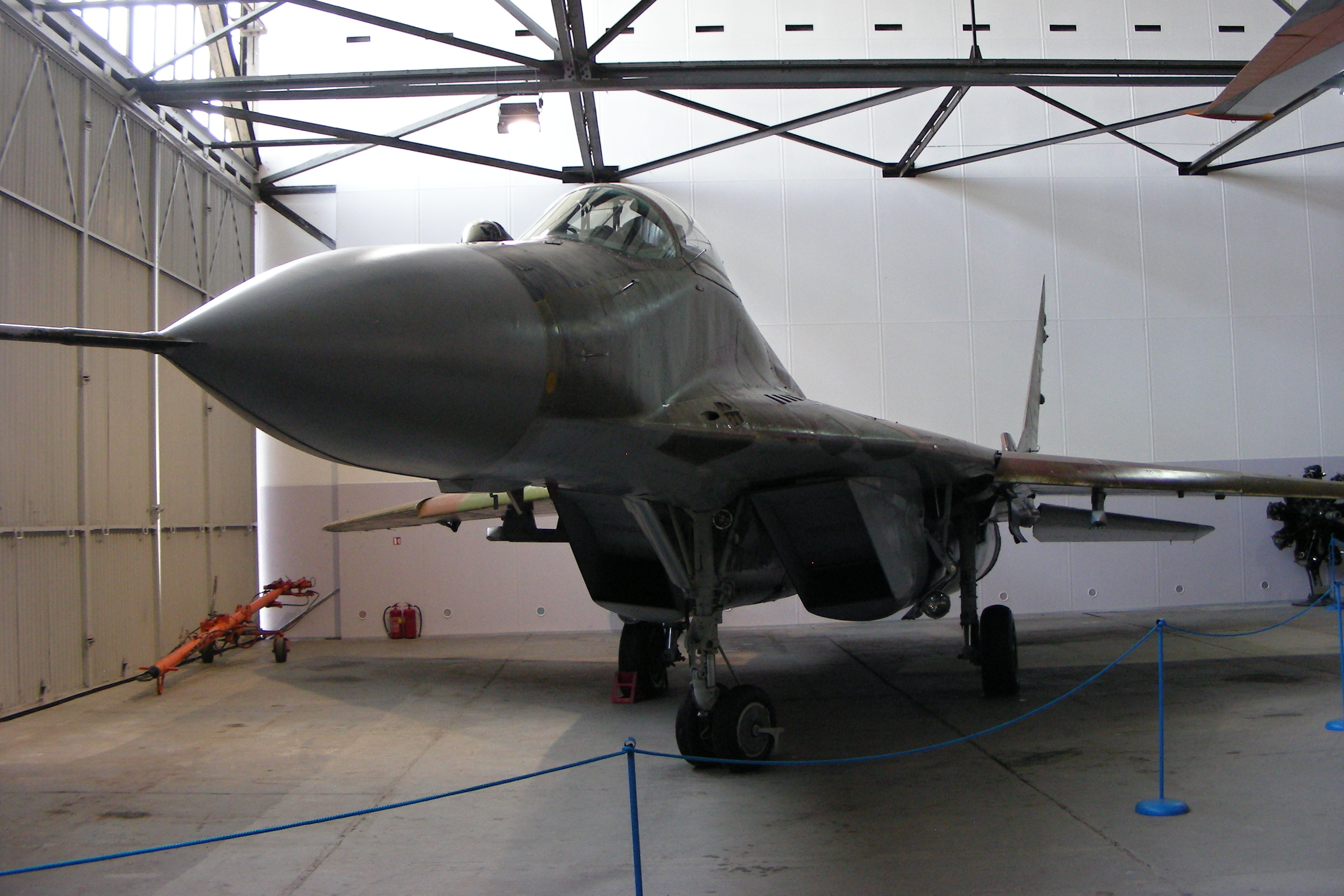
Mig-29
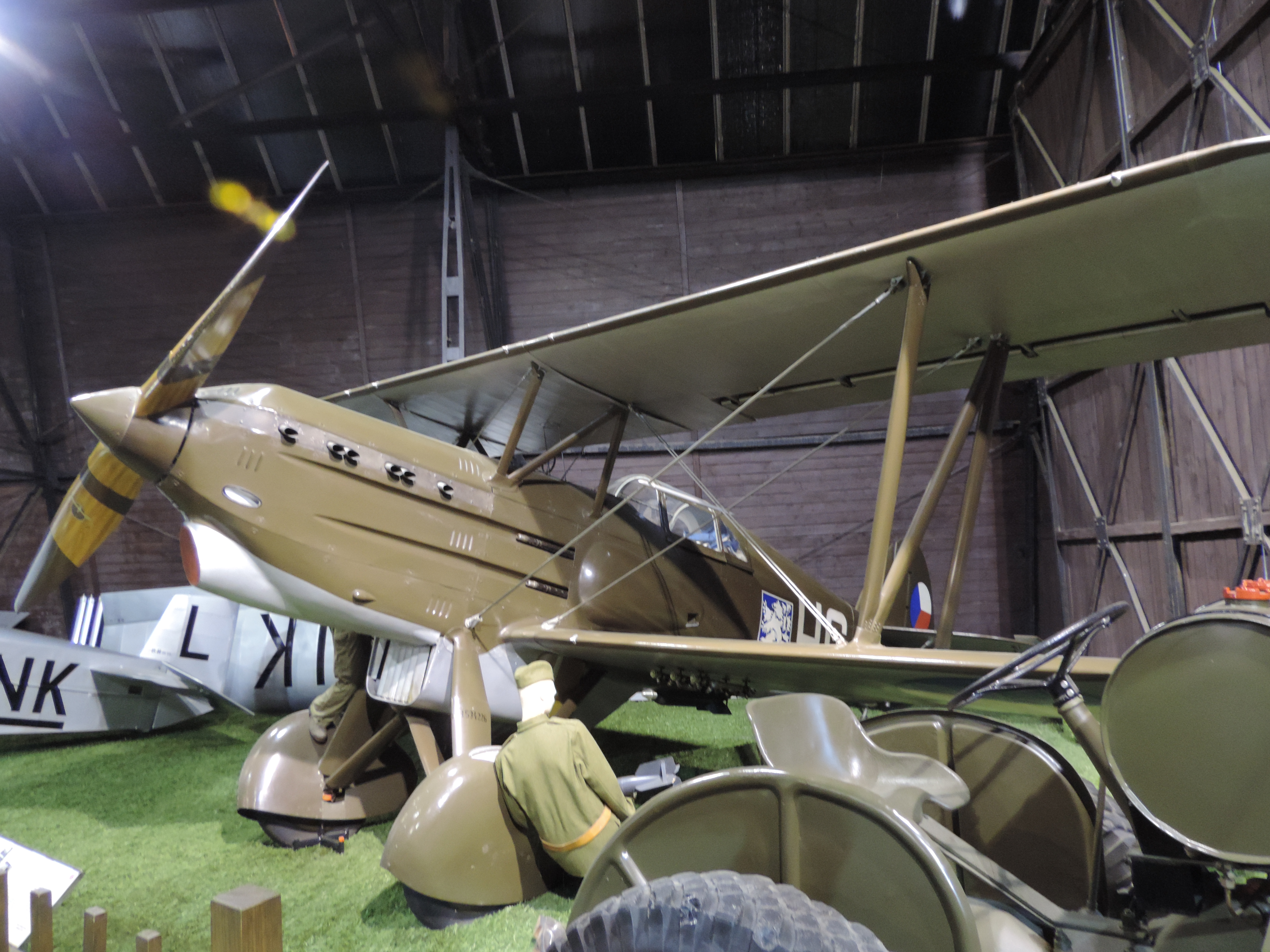
Séc Avia B-534
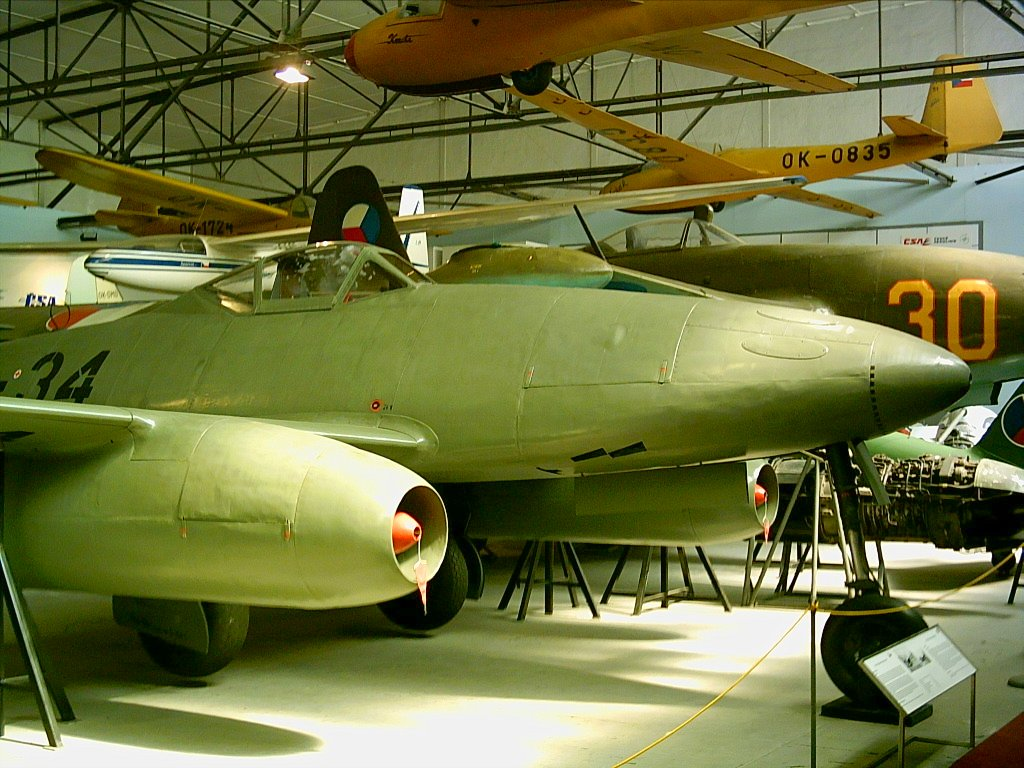
Séc Avia S-92
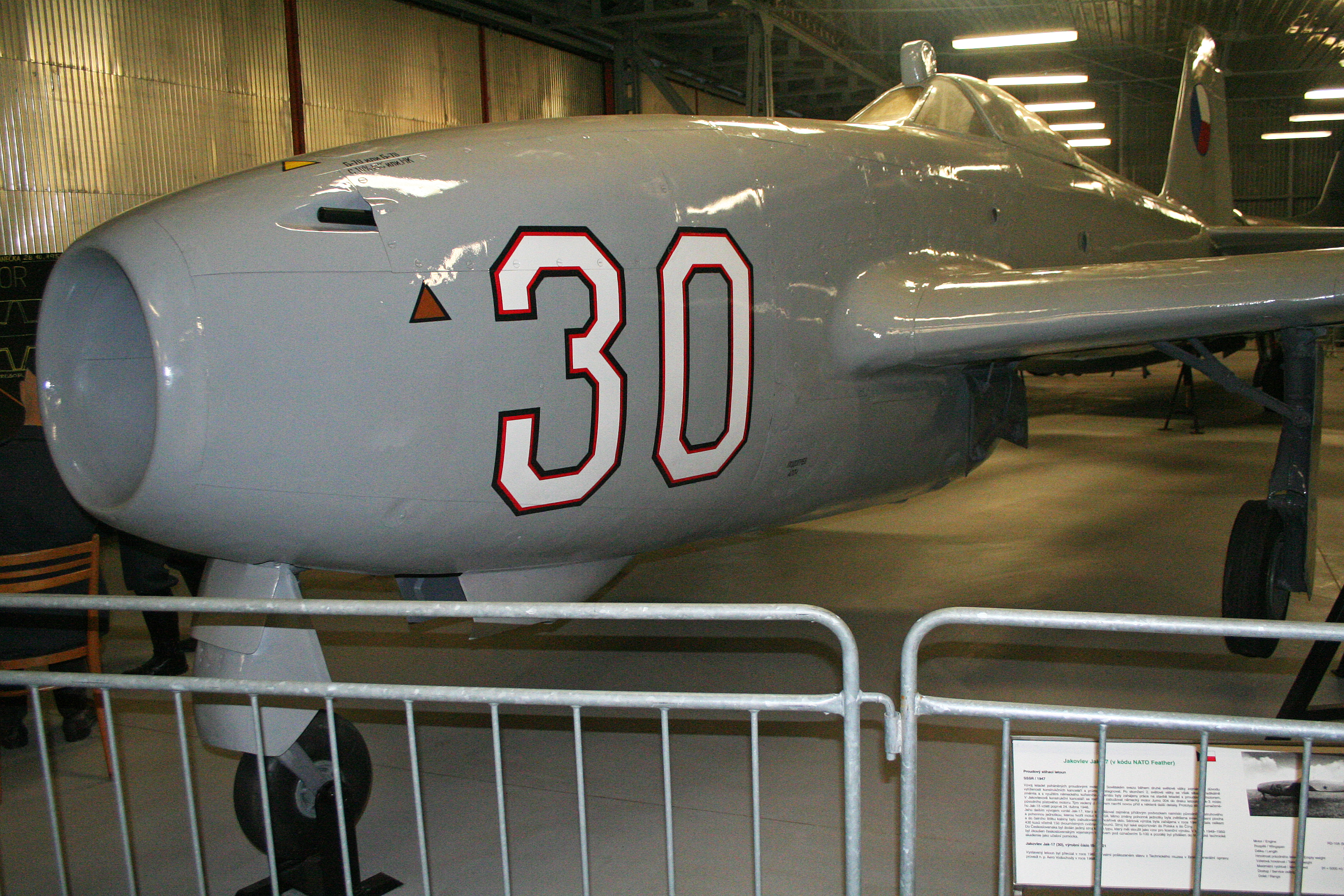
Yakovlev Yak-17
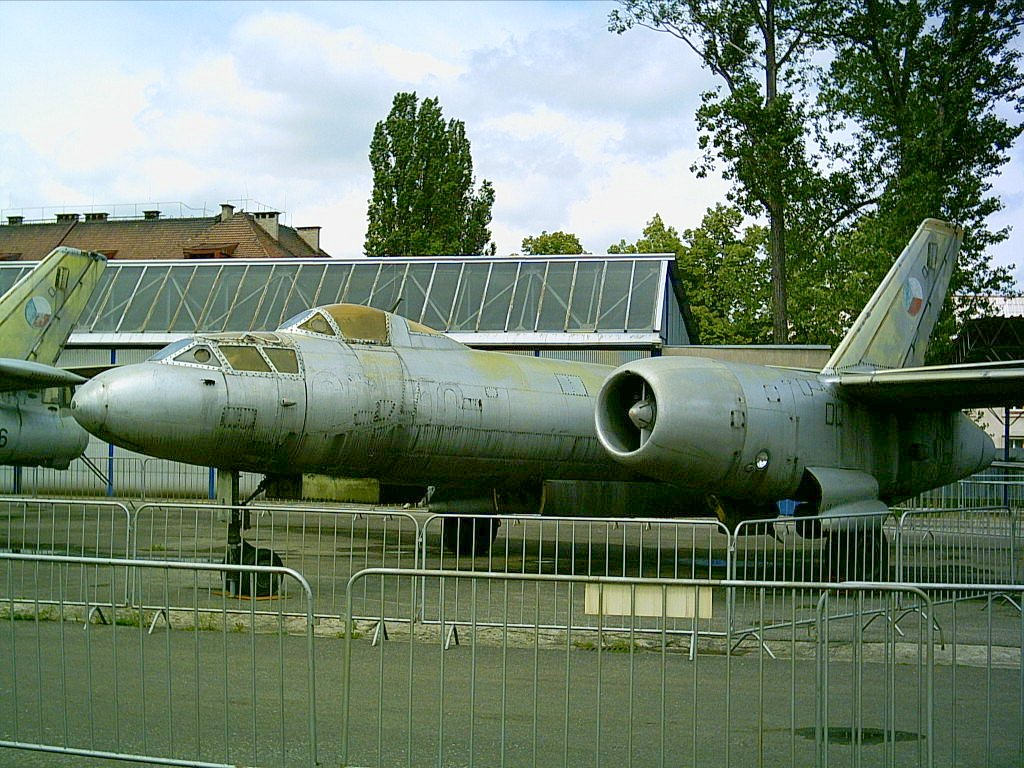
Máy bay ném bom Ilyushin Il-28 Beagle
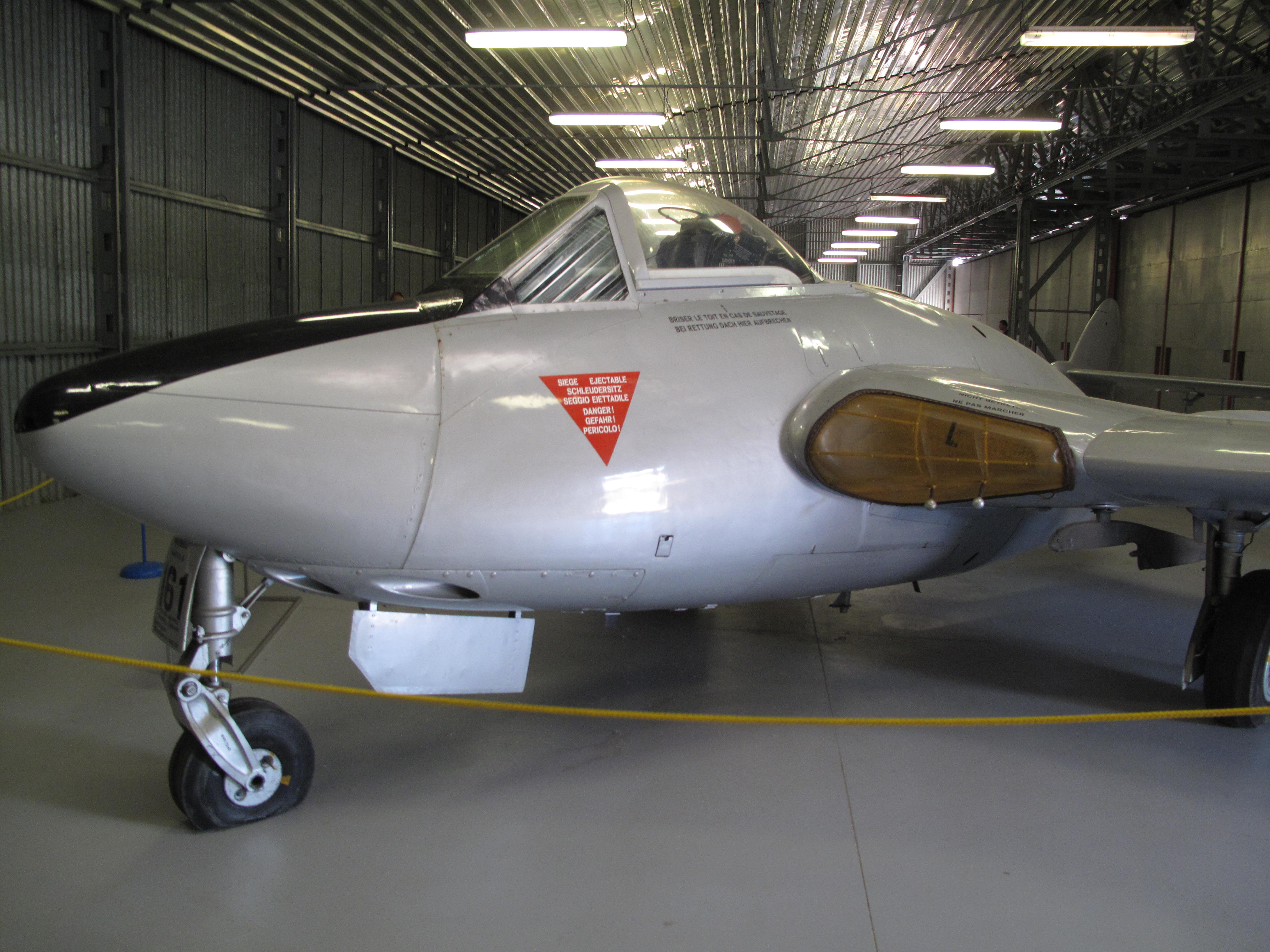
de Havilland Vampire
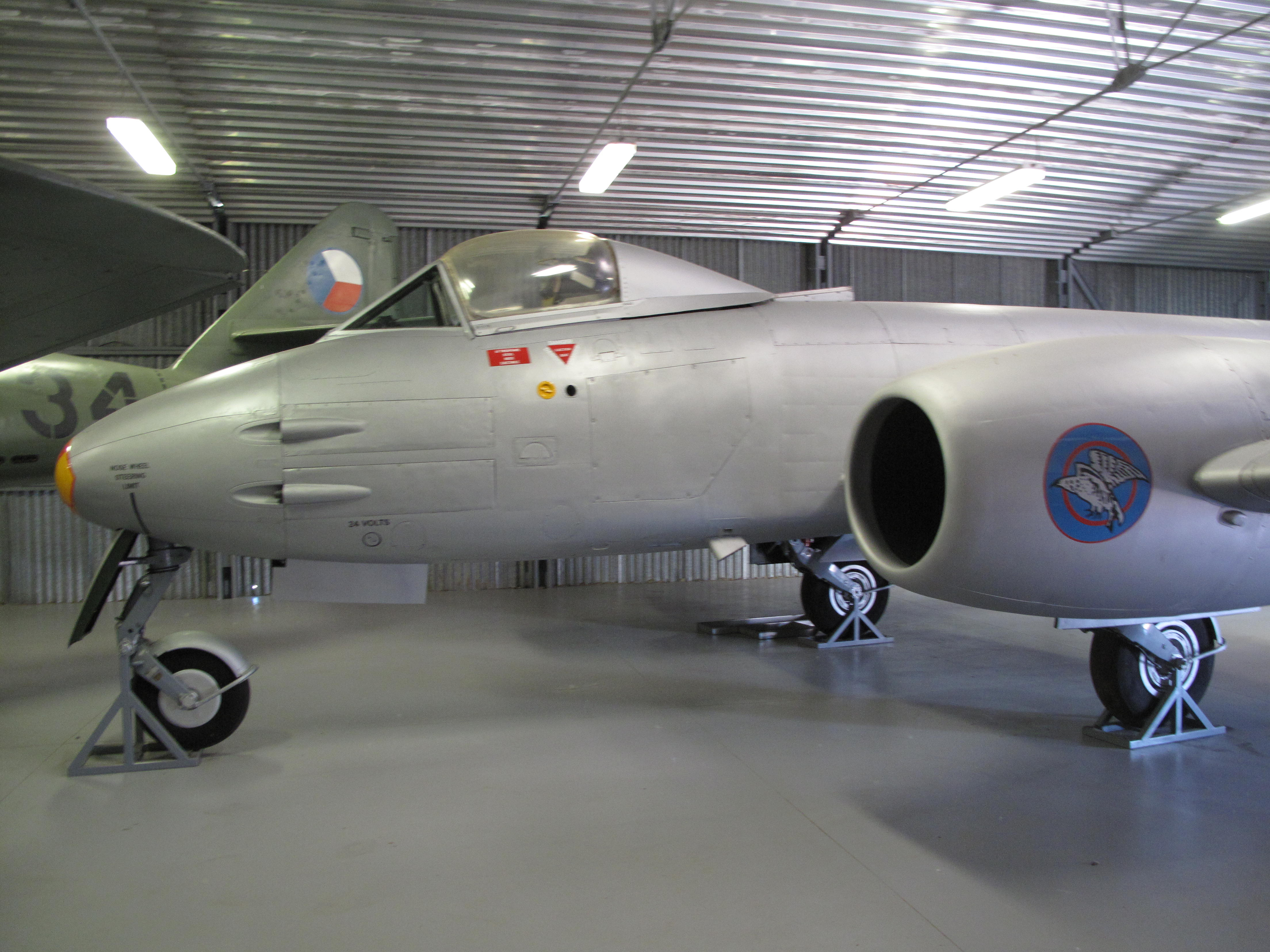
Gloster Meteor F Mk.8
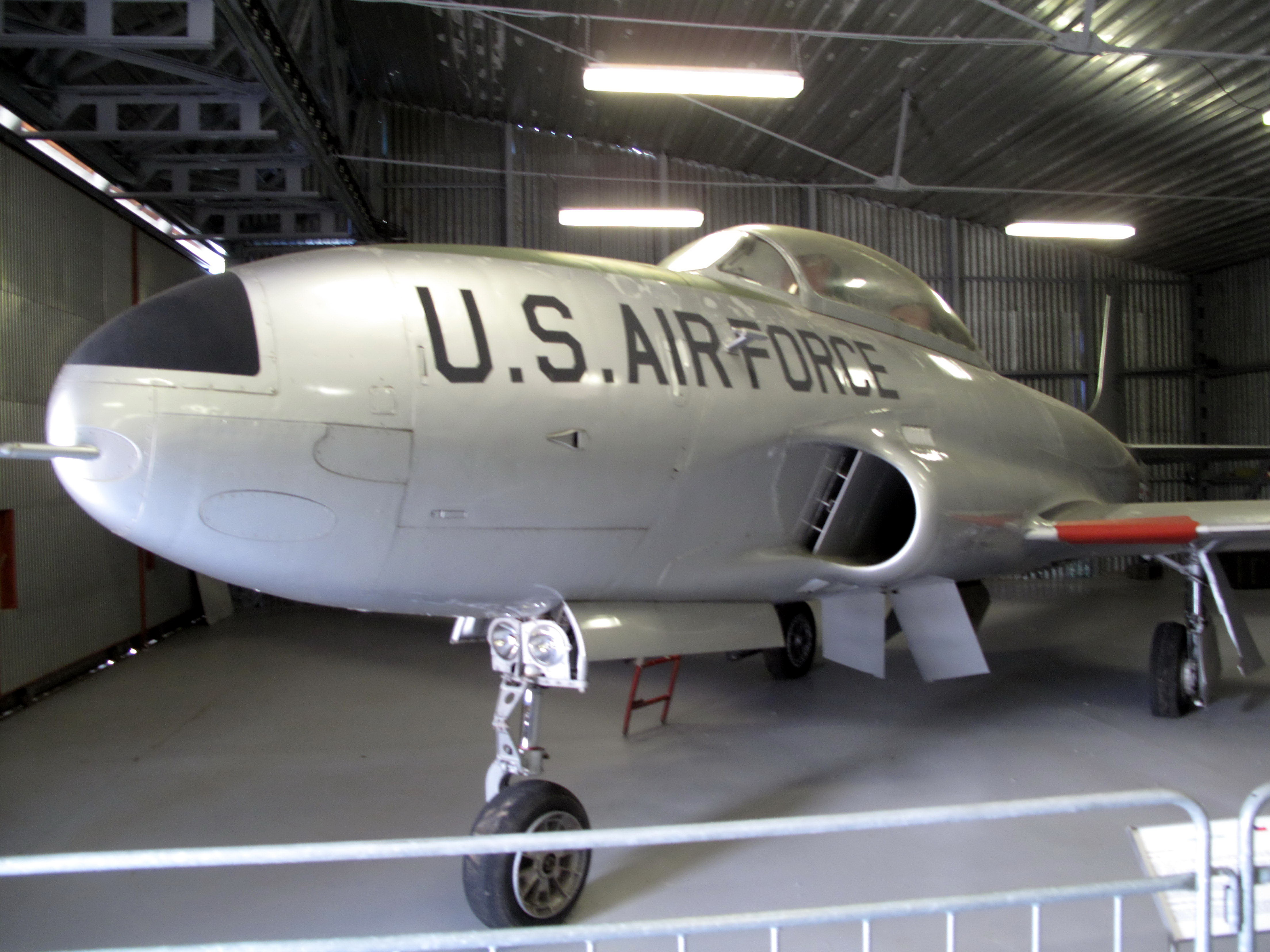
Lockheed T-33
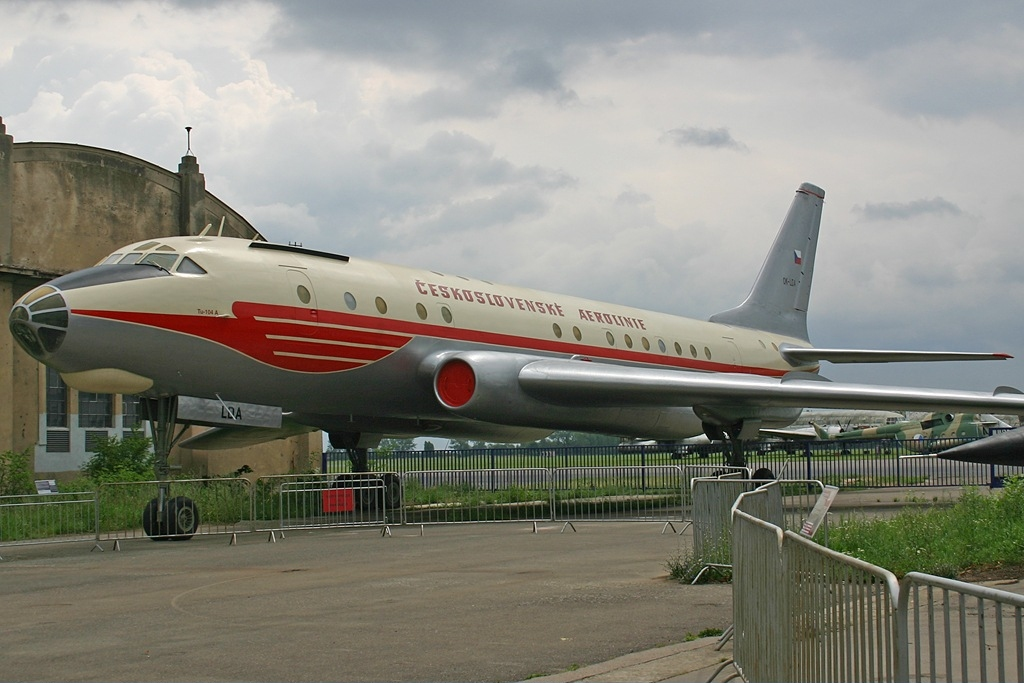
Tupolev Tu-104
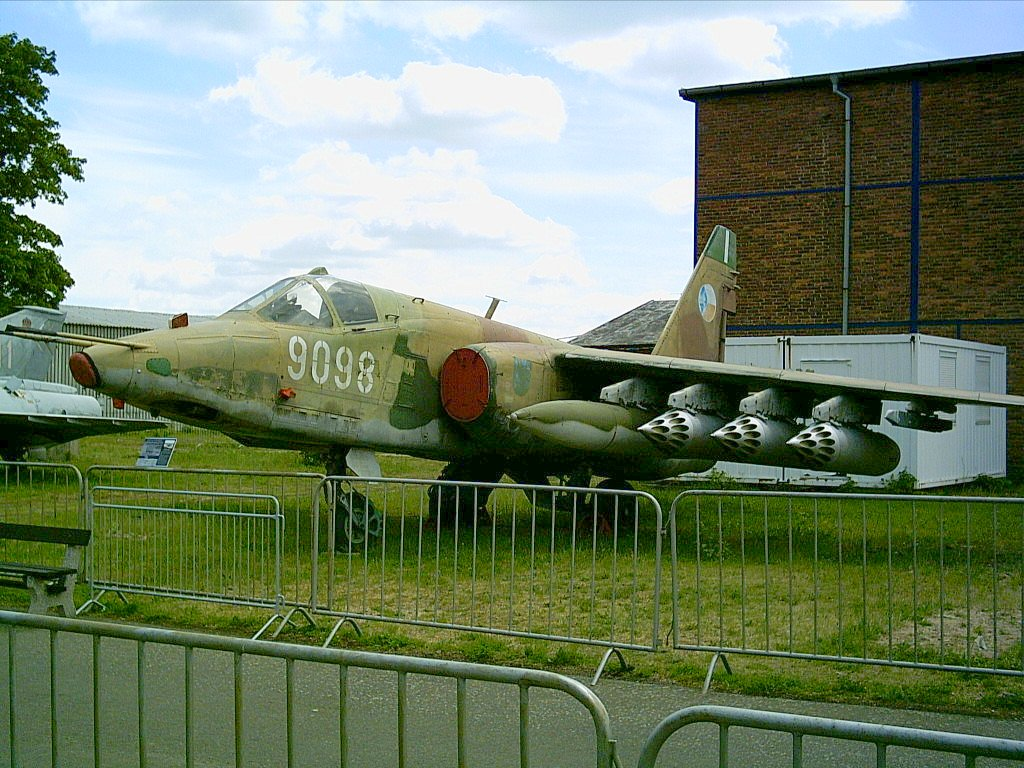
Sukhoi Su-25
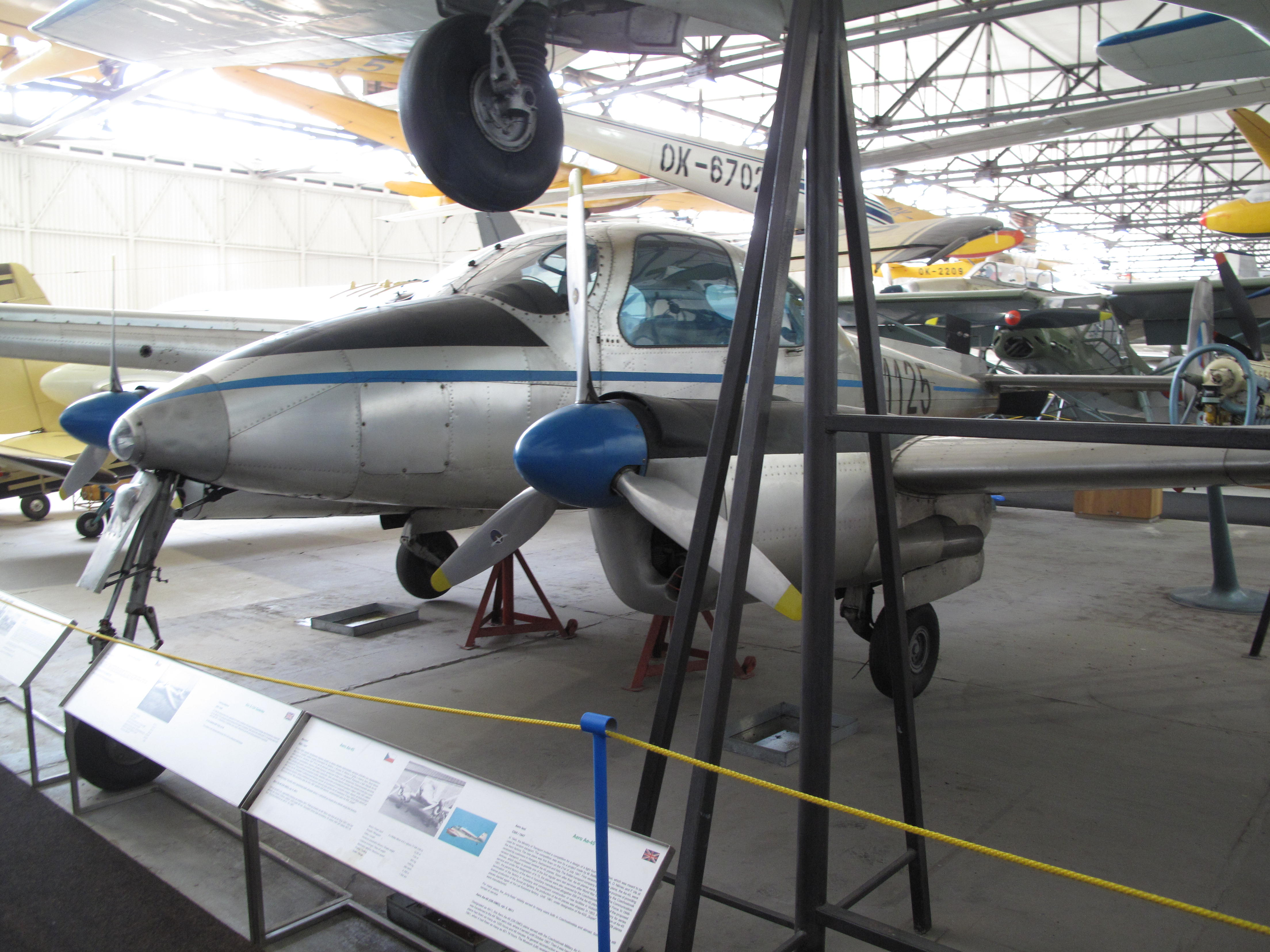
Séc Let L-200 Morava
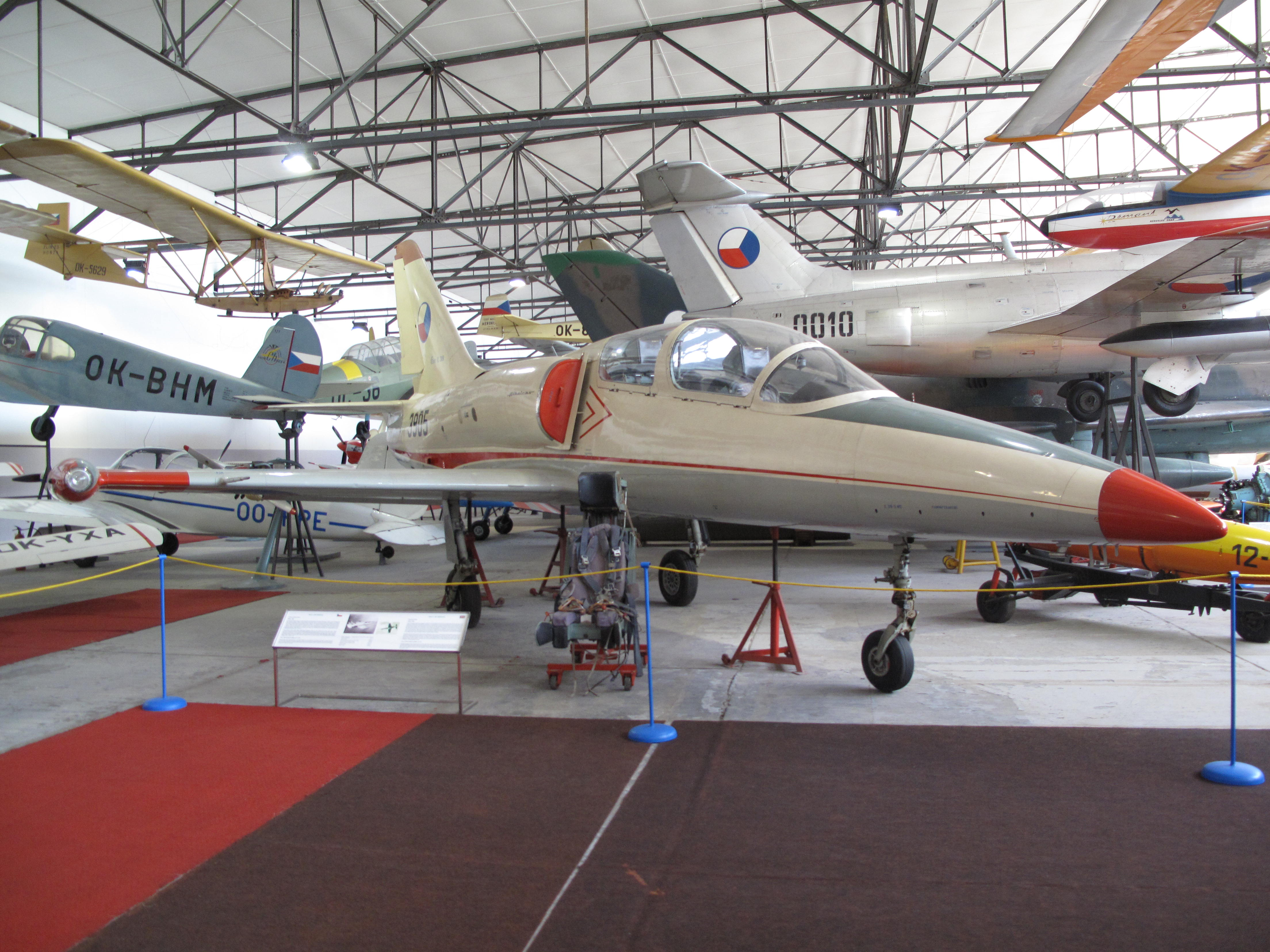
Czech Aero L-39 Albatros
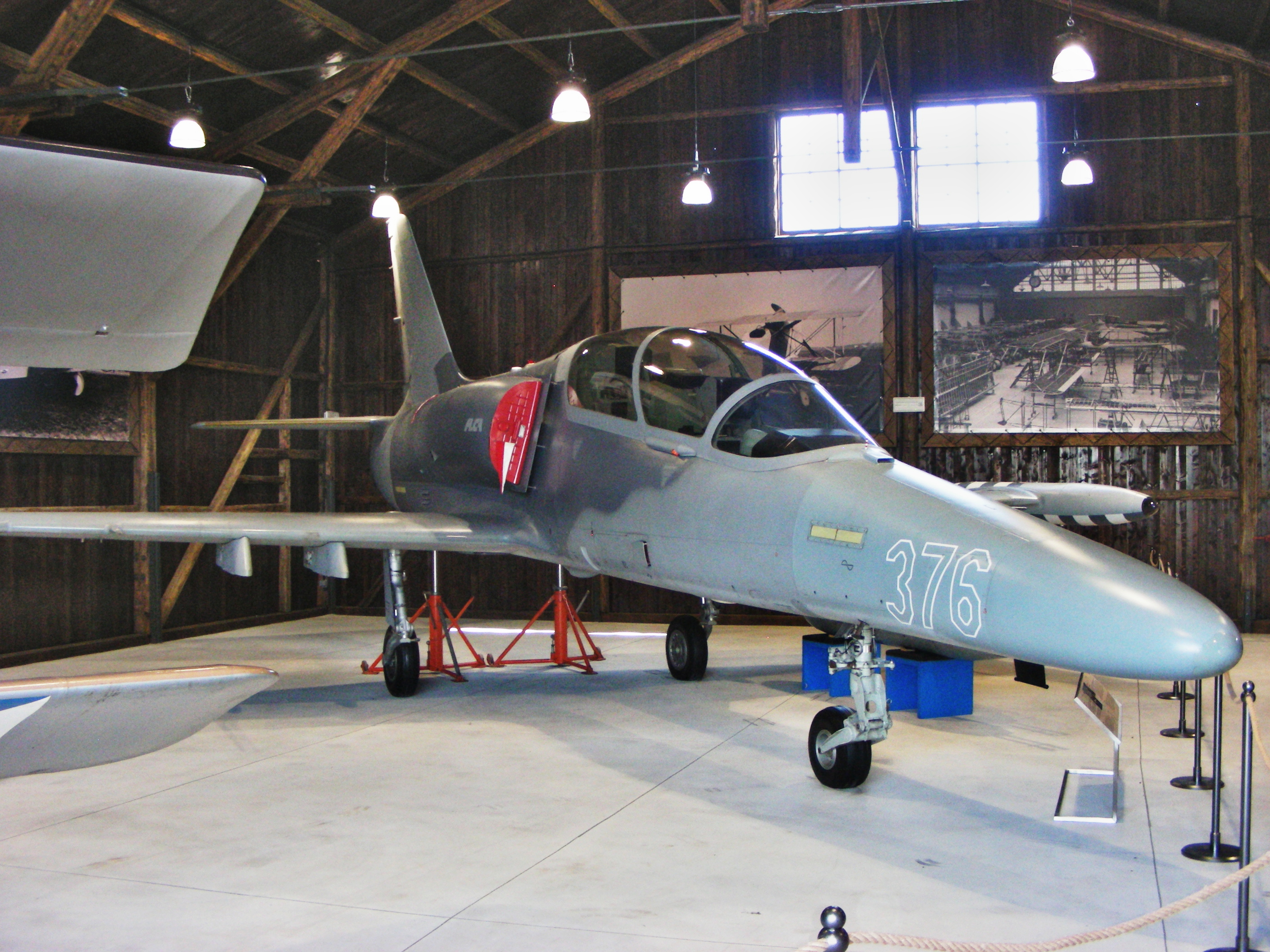
Czech Aero L-159 Alca